# L'invasione della giungla
L'invasione della giungla, o La rivincita della giungla (Letting in the Jungle), è un racconto dello scrittore inglese Rudyard Kipling appartenente al ciclo de Il libro della giungla.
Fu pubblicato per la prima volta il 12 e 13 dicembre 1894 sulla Pall Mall Gazette e il 13 dicembre 1894 nel numero natalizio del Pall Mall Budget; nel gennaio 1895 è stato ristampato sul McClure's Magazine, per poi essere infine raccolto ne Il secondo libro della giungla nello stesso anno.
Fu scritto da Kipling mentre era in vacanza nella casa dei suoi genitori a Tisbury.

## Trama
Dopo aver ucciso Shere Khan ed essere stato cacciato dal villaggio degli uomini nel racconto La tigre! La tigre!, Mowgli viene a conoscenza che Buldeo il cacciatore non solo è intenzionato a ucciderlo, ma che con gli altri uomini del villaggio ha catturato Messua e suo marito ed è intenzionato a ucciderli per essersi presi cura di Mowgli. Furioso, il ragazzo riesce a liberare i suoi genitori adottivi e a scortarli al riparo nella giungla con l'aiuto di Raksha.
Per potersi vendicare degli uomini, chiede aiuto ad Hathi l'elefante, padrone della giungla: per alcune settimane quindi il villaggio viene invaso da maiali, cervi, bufali, lupi e infine elefanti, che mettono in fuga gli abitanti e radono al suolo le case.

## Critica
La rivista The Athenaeum definisce il racconto un "dramma di antagonismo secolare tra la natura e l'uomo".

## Adattamenti
Il racconto è stato adattato, con qualche modifica, nell'anime Il libro della giungla del 1989, dagli episodi 42 a 45 (Alla ricerca di Meshua, Aiuto, Mowgli, Tamburi e campanelli e La giungla al contrattacco).

## Uso nello scautismo
All'interno della branca dei lupetti dello scautismo, il racconto non si inserisce in particolari momenti della vita del Branco, né offre particolari spunti per grandi attività, al di là di alcuni giochi di tracce e altre attività legate alla «descrizione particolareggiata della giungla». In particolare, l'episodio della salvezza di Messua è da mettere in rilievo rispetto alla volontà di vendetta di Mowgli sugli uomini, e per questo viene raccomandata particolare attenzione al narratore della storia per «renderlo accettabile sotto il profilo morale» davanti ai bambini.